# Auto Union Type A
L'Auto Union Type A è una vettura da competizione progettata da Ferdinand Porsche e realizzata dal costruttore tedesco Auto Union nel 1934.

## Storia e profilo

### Genesi del modello
La Type A rappresenta il primo modello con cui il colosso sassone dell'Auto Union entrò nel mondo delle competizioni. La genesi del modello va fatta risalire ad ancor prima della nascita dell'Auto Union stessa, e addirittura al di fuori del contesto del colosso sassone. Nel 1932 il grande Ferdinand Porsche, all'epoca già cinquantacinquenne e con un notevole bagaglio di esperienze nel settore della progettazione automobilistica, decise di tuffarsi nel mondo delle competizioni per creare una vettura da gara che potesse stracciare tutte le avversarie nella categoria Grand Prix, dove fino a quel momento erano quasi sempre le italiane e le francesi (prevalentemente Alfa Romeo, Maserati e Bugatti) a farla da padrone nelle gare di maggior grido. Ferdinand Porsche non era affatto a digiuno per quanto riguardava le competizioni: durante il decennio precedente aveva infatti reso famose molte Mercedes e Mercedes-Benz da gara, in particolare i modelli S, SS, SSK ed SSKL, ma anche la precedente Targa Florio del 1923, uno dei primissimi esempi di autovettura sovralimentata.
Ferdinand Porsche, che amava molto le sfide, avviò così il progetto 22 destinato alla realizzazione di questa vettura da gara. Assieme a Porsche collaborarono tra gli altri Karl Rabe (capo progettista), Erwin Komenda (carrozzeria), Karl Fröhlich (telai) e Franz Xaver Reimspiess (motori e meccanica). Anche lo stesso figlio di Ferdinand Porsche, Ferry, partecipò al progetto ancora giovanissimo.
Il progetto era ambizioso e ben presto i membri dello staff si resero conto del problema economico: visti anche i tempi difficili, con le ripercussioni della crisi economica di fine 1929 ancora ben evidenti, non si trovò nessuno disposto a finanziare il progetto, a parte il pilota Hans Stuck che stava partecipando con una piccola quota. Quest'ultimo aveva avuto modo di incontrare, nel corso del 1932, il futuro dittatore Adolf Hitler, con il quale ebbe una conversazione che naturalmente interessava il mondo dell'automobile. Stuck illustrò a Hitler la necessità di rilanciare l'industria automobilistica tedesca, fattore che avrebbe elevato l'immagine della Germania nel mondo. Tali concetti furono uno dei punti cardine dell'attività di Hitler una volta salito al potere e assunto il ruolo di cancelliere del Reich, almeno per i primi anni. Non solo ma, fatto ancor più importante, proprio a tale scopo il führer finì per aiutare economicamente il progetto di Ferdinand Porsche con lo stanziamento di 300.000 RM a favore dell'Auto Union, che nel frattempo si stava interessando al progetto di Ferdinand Porsche. In realtà, Hitler sostenne tale progetto in modo tale da creare vetture altamente competitive (nello stesso periodo e con la stessa cifra stava contribuendo anche al rilancio sportivo della Mercedes-Benz) solo per poter stravincere nelle gare e distogliere l'attenzione del pubblico da quelli che furono altri progetti e altre idee molto meno nobili, ma sostenute con forza dal cancelliere del Reich. Tra queste vi furono le persecuzioni antisemite e a farne le spese tra i personaggi coinvolti nel progetto 22 vi fu prima di tutto Adolf Rosenberger, direttore commerciale dello studio di progettazione di Ferdinand Porsche. Rosenberger, di origini ebree, vendette la sua quota di partecipazione all'attività di Porsche e fuggì negli Stati Uniti. Nel marzo del 1933 venne firmato ufficialmente un contratto tra lo studio di progettazione Porsche e l'Auto Union. La vettura sarebbe stata assemblata a Zwickau, presso le vecchie officine Horch. al progetto si unirono anche alcuni membri dell'Auto Union, tra cui il direttore tecnico William Werner, il capo del reparto corse Willi Walb e i ricercatori Otto Langsteiner e Robert Eberan-Eberhorst.
Una volta venduto il progetto all'Auto Union, Ferdinand Porsche non si adagiò di certo sugli allori, ma continuò a seguire e a supervisionare il progetto, compiendo settimanalmente un viaggio da Stoccarda a Zwickau. Tutto ciò andò avanti fino al mese di ottobre, quando il primo esemplare di quella che inizialmente doveva chiamarsi P-Wagen (dove la P stava per Porsche) fu pronta per i test. Il 13 novembre la vettura venne provata sul tracciato della Südschleife. Dopo aver risolto tutte le noie meccaniche del caso, e dopo ulteriori collaudi avutisi tra l'altro sul circuito dell'AVUS e sulla pista dell'Autodromo di Monza, il 4 febbraio 1934 la vettura fu finalmente pronta.

### La Type A

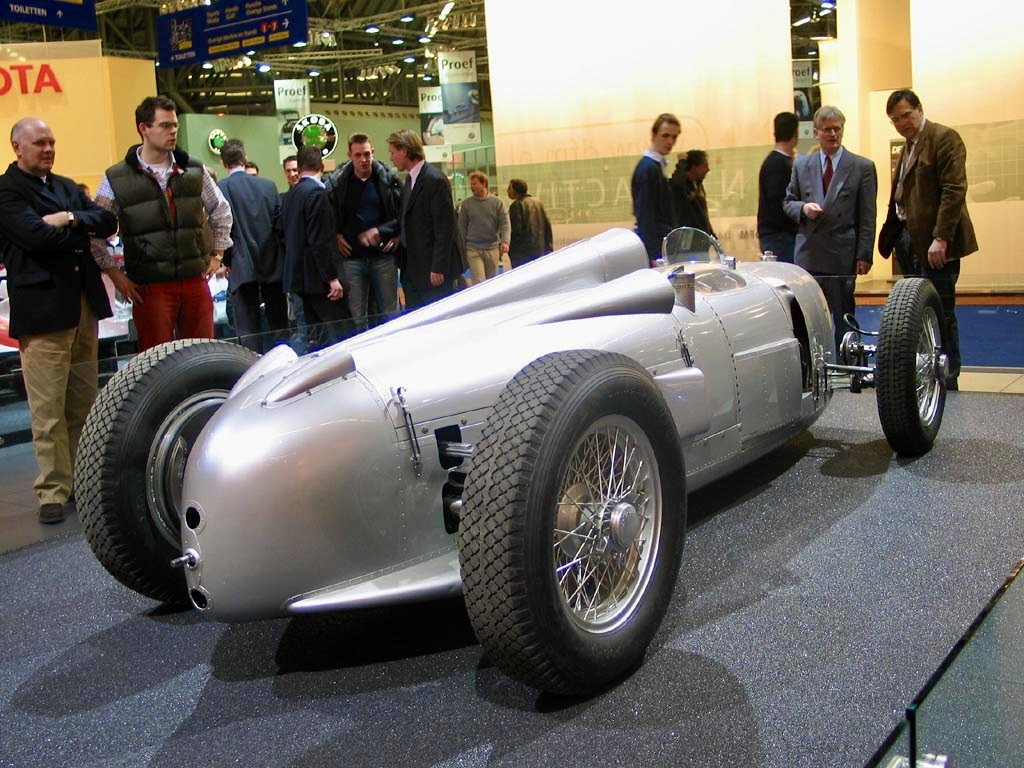
Vista posteriore

La Type A, così come tutte le altre Auto Union da gara di quegli anni, era facilmente riconoscibile a colpo d'occhio per la sua particolare carrozzeria. Disegnata da Erwin Komenda, tale corpo vettura ricordava la carlinga di un aereo, ma senza le ali e con quattro ruote. La sua linea estremamente aerodinamica e con l'abitacolo assai avanzato fu proposta a Porsche e a Komenda da Rosenberger, che dieci anni prima aveva avuto modo di pilotare una Benz Tropfenwagen dalle caratteristiche simili per quanto riguardava la carrozzeria. La scelta dell'abitacolo avanzato fu voluta per far posto al grosso motore V16 da 4358 cm³ (alesaggio e corsa), sistemato in posizione centrale posteriore, immediatamente alle spalle del pilota. L'angolo compreso tra le due bancate da 8 cilindri ciascuna era di 45° e la distribuzione era di tipo monoalbero in testa. L'unico asse a camme presente azionava direttamente le valvole di aspirazione, mentre quelle di scarico erano azionate mediante l'utilizzo di aste e bilancieri. L'alimentazione del propulsore era affidata a un carburatore doppio corpo Solex, mentre l'accensione era a doppio magnete e la lubrificazione era a carter secco. Per quanto riguarda il circuito di raffreddamento, la soluzione adottata fu alquanto particolare e raffinata: il liquido, che consisteva in glicolo di etilene pressurizzato a 0.35 atmosfere, passava attraverso i tubi che costituivano la struttura del telaio, appunto di tipo tubolare. Tale telaio pesava appena 59 kg, ai quali andavano ad aggiungersi gli appena 45 chilogrammi della carrozzeria in lega di alluminio. Per quanto riguardava il resto della meccanica, la Type A montava quattro freni Lockheed a tamburo con comando idraulico, uno sterzo a vite senza fine e sospensioni a ruote indipendenti con avantreno a bracci paralleli longitudinali e retrotreno a bracci oscillanti. Il cambio era a 5 marce, ed era sistemato a sbalzo del retrotreno, mentre il serbatoio da 170 litri era invece sistemato tra il motore e l'abitacolo. Era comunque presente un secondo serbatoio da circa 40 litri. La Type A non era alimentata a benzina, bensì mediante una particolare miscela costituita al 60% da alcool, al 20% da benzolo, al 10% da etere dietilico, solo all'8% da benzina e per il restante 2% composto da toluolo, nitrobenzolo e olio di ricino.
Il motore della Type A raggiungeva una potenza massima di 295 CV a soli 4500 giri/min, con una coppia massima di 530 Nm a 2700 giri/min. Il particolare schema tecnico della Type A permetteva un buon bilanciamento dei pesi tra i due assi e corrispondente al 42% sull'avantreno e al 58% sul retrotreno. La velocità massima raggiungibile era di 280 km/h.

### Le competizioni
Durante la stagione 1934, la Type A venne impiegata in due differenti varianti di carrozzeria: quella a "coda lunga" fu impiegata per i collaudi iniziali, come vettura da record e per i primi due gran premi, mentre quella a "coda corta" per i restanti gran premi della stagione.

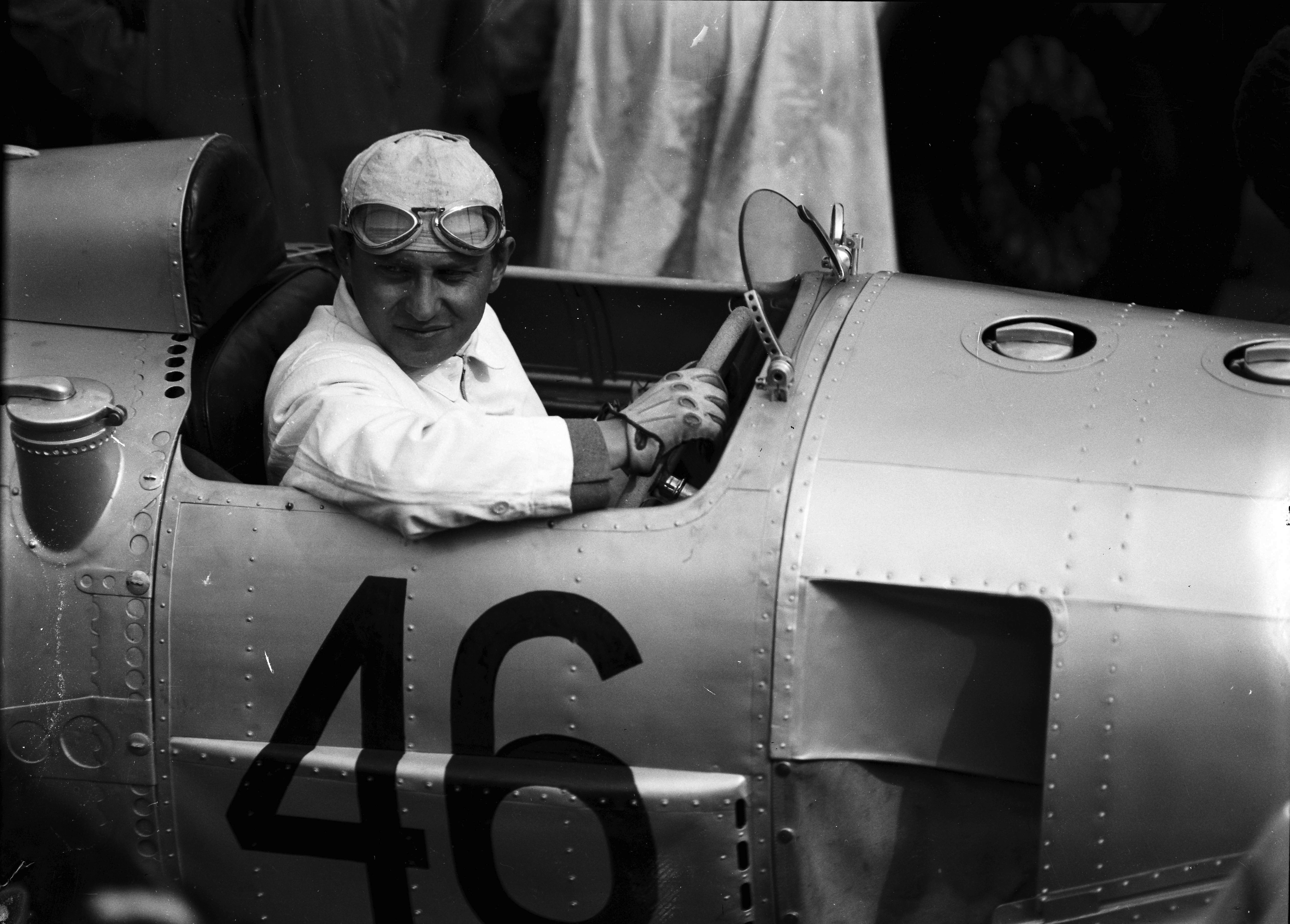
Debutto al gran premio dell'AVUS, alla guida August Momberger

Il debutto sportivo della Type A avvenne il 6 marzo all'AVUS, dove tentò di stabilire il nuovo primato mondiale dell'ora e vi riuscì: Hans Stuck coprì in un'ora la distanza di 217,106 chilometri, battendo il precedente primato di George Eyston, stabilito appena un mese prima a Monthléry. Per celebrare questo suo primo successo, la Type A venne esposta al Salone di Berlino che aprì i battenti pochi giorni dopo l'evento dell'AVUS.

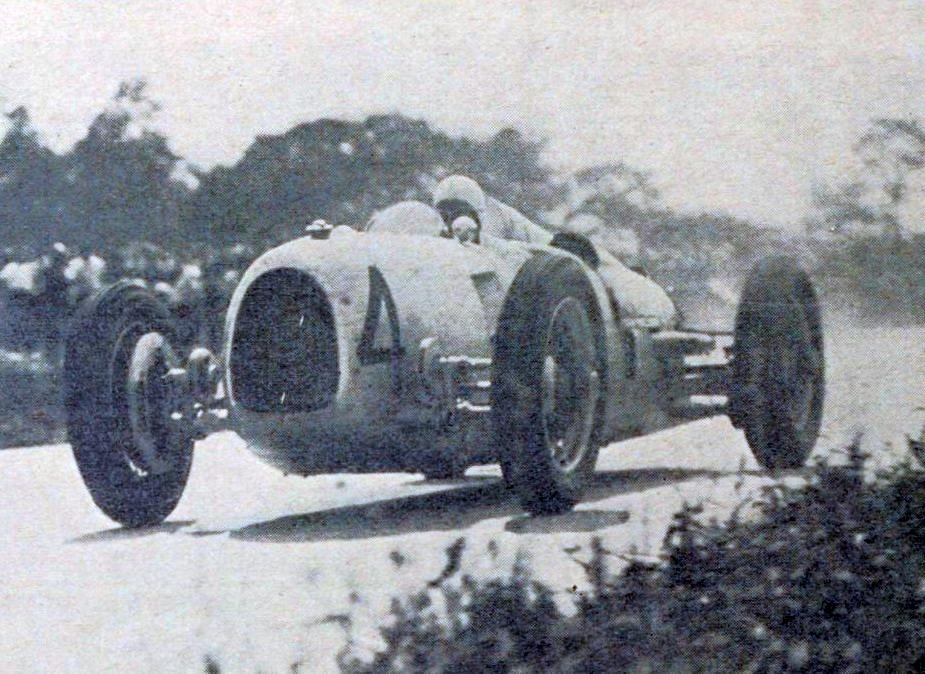
Hans Stuck al Gran Premio di Francia

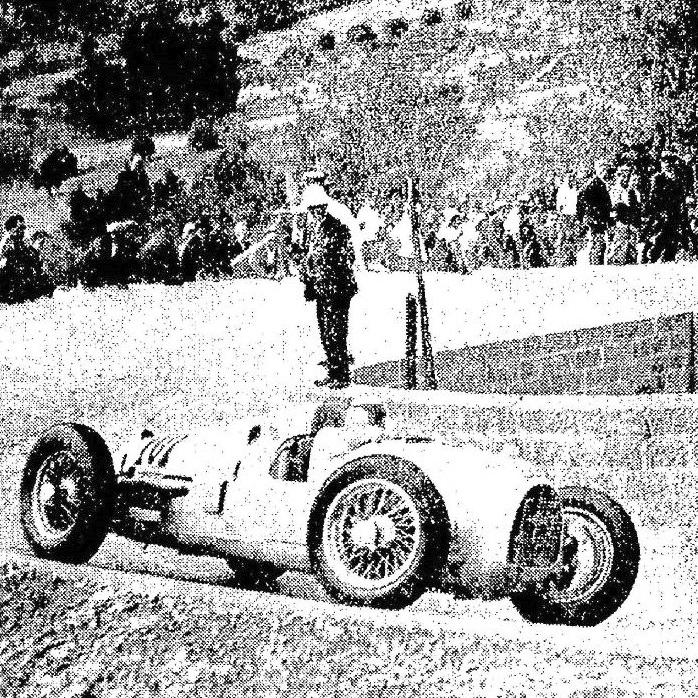
Hans Stuck alla cronoscalata del Mont Ventoux

Dopodiché, si aprì la fatidica stagione dei gran premi: assieme ad Hans Stuck, pilota numero uno dell'Auto Union, fecero squadra anche August Momberger e il principe Hermann zu Leiningen. Il debutto avvenne il 26 maggio al gran premio dell'AVUS. Fu Momberger l'unico a tagliare il traguardo e piazzandosi al terzo posto: Stuck e Leiningen furono costretti al ritiro. Stuck si rifece il 3 giugno arrivando secondo al Nürburgring e conquistando due successi nelle seguenti due gare in salita del Feldberg e del Kesselberg. Dopo oltre un mese di dominio da parte dell'Alfa Romeo, il 15 luglio Hans Stuck trionfò finalmente, di nuovo al Nürburgring, dopo una gara a dir poco avvincente che vide una lotta serrata fra lo stesso Stuck e Rudolf Caracciola. Dopodiché, alla cronoscalata del Klausen, Stuck giunse secondo dietro Caracciola. Meno brillante la prova alla Coppa Acerbo, tenutasi ad agosto, dove le Auto Union mancarono il podio, sul quale invece salirono la Mercedes-Benz, la Maserati e la Bugatti. L'appuntamento con la vittoria fu solo rimandato di quattro giorni, quando la Type A di Stuck trionfò alla cronoscalata di Friburgo e successivamente al Gran Premio della Svizzera, dove Stuck giunse ancora primo, seguito questa vola da un'altra Type A, quest'ultima pilotata da Momberger. Il 9 settembre 1934, all'autodromo di Monza furono predisposti dei sacchi di sabbia sul tracciato per rallentare le vetture e ridurre il pericolo di incidenti: Stuck giunse secondo dietro a Luigi Fagioli su Mercedes-Benz, dopo una gara che vide difficoltà per entrambe le vetture e per i piloti che le avevano condotte in gara. Una settimana dopo, invece, Stuck vinse alla cronoscalata del Mont Ventoux, mentre a San Sebastiano giunse solo quarto in seguito alla rottura di un tubo dell'olio che lo costrinse a cambiare vettura, ma con tutte le conseguenti perdite di tempo. La stagione si concluse il 30 settembre con la vittoria di Stuck a Brno sul circuito Masaryk. Ma il titolo per la stagione 1934 andò ad Achille Varzi su Alfa Romeo.

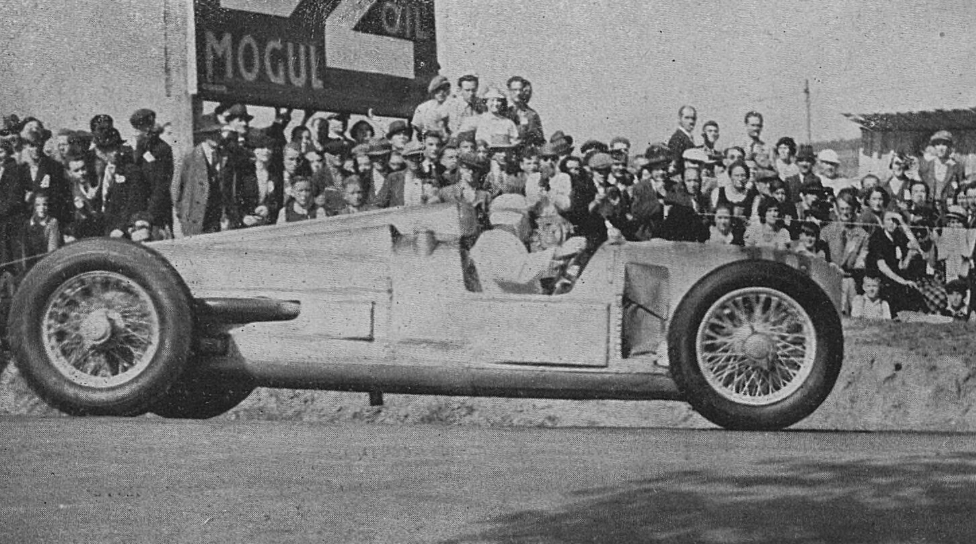
Hans Stuck al circuito Masaryk durante la gara conclusiva della stagione 1934

Quanto alla carriera della Type A, essa si concluse all'AVUS, dove la vettura, sempre pilotata da Stuck, stabilì in un sol giorno cinque primati mondiali:
- record sul chilometro: 163,451 km/h;
- record sul miglio: 187,86 km/h;
- record sui 50 chilometri: 241,770 km/h;
- record sulle 50 miglia: 243,890 km/h;
- record sui 100 chilometri: 244,898 km/h.